# 아이신기오로 아지거
아이신기오로 아지거(愛新覺羅阿濟格, ᠠᠵᡳᡤᡝ, Ajige, 1605-1651)는 청(淸) 태조(太祖) 누르하치(努爾哈赤, Nurhaci)의 12남이자 14남 도르곤(多爾袞, Dorgon)과 15남 도도(多鐸, Dodo)의 친형이다. 모두 대비(大妃) 아바하이(阿巴亥, Abahai)의 아들이다. 순치제(順治帝)의 숙부이기도 하지만, 성격이 포악하고 꾀가 없어 황제인 조카에게도 사적으로는 서슴없이 '어린아이(孺子)'라고 불렀다고 한다. 도르곤이 병사하자 아지거는 섭정을 물려받았으며 지르갈랑(濟爾哈朗, Jirgalang) 등은 아지거가 칼을 차고 다니는 것과 행동이 예측하지 못할 정도라는 것 등의 죄명으로 아지거의 직위를 박탈하고 유폐시켰다. 아지거는 하옥 후에 성정이 더욱 광포해지자, 여러 왕(王)은 아지거의 패악함이 극에 달하였다는 것을 지적하며 상주하였고, 결국 순치(順治) 8년(1651) 10월 16일 옥중에서 아지거는 사사(賜死)되었다.
현재 북경시(北京市) 조양구(朝陽區) 대망교(大望橋) 서남쪽에는 이전의 아지거 무덤터가 있으며, 아지거가 팔버일러(八貝勒)로 불렸기에 대망교 일대를 '팔왕분(八王墳)'이라고도 불렀다. 부근에는 대망로참(大望路站)이라는 지하철역이 있고 버스정류장도 팔왕분이라는 이름의 것들이 많다.
영친왕(英親王)으로 봉해졌으나 후에 폐위되면서 이혁영친왕(已革英親王)으로 불린다.
『조선왕조실록』에는 '아지거(阿之巨)' 등으로 표기되었다.

## 생애

### 천명(天命) 연간
명(明) 만력(萬曆) 33년(1605) 7월 15일에 태어났다. '아지거'라는 이름은 만주어로 '작다'는 뜻이다. 부친 누르하치의 총애를 받았다. 홍타이지의 푸진(福晉) 니오후루씨(鈕祜祿氏)는 아지거를 보았는데도 가마에서 내리지 않아 시아버지 누르하치가 이혼을 명령했다. 앚거는 용맹하고 전투에 능하여 타이지(台吉)에 제수되었다. 후금(後金) 천명(天命) 10년/명 천계(天啓) 5년(1625), 버일러(貝勒, beile) 망굴타이(莽古爾泰, Manggūltai)를 따라 차하르부(察哈爾部)를 정벌하였고, 농안탑(農安塔)까지 추적하였다. 천명 11년(1626) 타이지 쇼토(碩託, Šoto)와 함께 칼카(喀爾喀) 바린부(巴林部)를 토벌하였고, 다시 버일러 다이샨(代善, Daišan)을 따라 자루트부(扎魯特部)를 토벌하여 모두 전공을 세웠으며, 이 공적으로 버일러(貝勒)에 봉해졌다.

### 천총(天聰) 연간
천총(天聰) 원년(1627), 버일러 아민(阿敏, Amin)과 함께 조선(朝鮮)을 공격하여 성 5개를 잇달아 함락했다. 홍타이지의 명 정벌 시에는 망굴타이와 함께 탑산(塔山)을 지키면서 군량을 운반했다. 금주(錦州)에 돌아와서는 영원(寧遠)을 공격, 명군 1천여 명을 거영(車營)으로 삼고 해자를 찬 후에 대포를 배치하였고, 아지거는 적군을 섬멸하였다. 총병(總兵) 만계(滿桂)가 성을 나와 진을 치자 홍타이지가 진격하려 하였고, 여러 버일러는 성에서 너무 가깝기에 불가하다고 건의하였으나, 아지거만은 그대로 할 것을 청하였다. 홍타이지의 명령에 따라 아지거는 명 기병을 공격하여 성아래까지 진격하였고, 여러 버일러는 모두 부끄러워하며 갑옷도 제대로 갖추지 않고 진격하여 보병을 공격하였고, 명군 대다수가 전사하였다. 천총 2년(1628) 동생 도도(多鐸, Dodo)는 외삼촌 아부타이(阿布泰)의 딸과 결혼하고 싶다고 하자, 아지거는 아부타이의 인척 아다하이(阿達海)를 중매자로 하여 결혼을 정하였다. 이후 아지거, 아부타이, 아다하이는 홍타이지에게 처벌을 받았다. 아지거는 은 1천량(兩)과 기타 재물을 벌금으로 내었으며 구사버일러(固山貝勒)에서 혁직되었으며, 구사버일러직은 동생 도르곤(多爾袞, Dorgon)에게 제수되었다. 이후 다시 구사버일러에 임명되었다.
천총 3년(1629), 지르갈랑이 명 금주와 영원 등을 공격하자 쌓여 있던 군량을 불태웠고 포로 3천명을 사로잡았다. 다시 홍타이지를 따라 명을 정벌하여 용정관(龍井關)을 함락하고 한아장성(漢兒莊城)을 함락시켰으며 홍산구(洪山口)도 공격하여 함락하였다.(기사지변(己巳之變)) 다시 준화(遵化)를 공격하려 총병 조솔교(趙率教)를 죽였다. 명 수도 북경(北京)에 이르자, 원숭환(袁崇煥), 조대수(祖大壽)는 병사 2만명을 이끌고 가서 구원하고자 광거문(廣渠門) 밖에 주둔하였으며, 후금 군대는 명군을 추적하였으며 참호에까지 임박, 아지거의 말이 칼에 베이자 철군하였다. 다시 아바타이(阿巴泰) 등과 함께 통주(通州)를 공격하고 장가만(張家灣)까지 이르렀다. 다시 홍타이지를 따라 계주(薊州)를 공략하면서 산해관(山海關)의 구원군과 마주치자, 아지거는 다이샨과 함께 적진에 돌입하여 적군을 크게 깨뜨렸다.
천총 4년(1630), 다시 명 원정에 나서서(준영대첩遵永大捷) 광녕(廣寧)에 이르렀고, 대릉하(大凌河)에서 군대를 모았다.(대릉하 전투(大凌河之役)) 밤에 금주를 포위하자 명군은 아지거 군영을 급습하였고 안개로 인해 앞이 보이지 않자 아지거는 진영을 정비하고 기다리고 있었다. 안개가 흩어지자 돌격하였고 명의 비장(裨將) 1명과 갑옷•무기•말 200여를 노획하였다. 홍타이지는 술을 금잔에 직접 따라 위무하였고 포위 전략을 전달하였다. 명군이 증원된다는 소식을 듣자 홍타이지는 양구리(揚古利, Yangguri)에게 팔기(八旗) 바야라병(巴牙喇兵)의 절반을 이끌고 군대를 증원하였다. 조대수의 동생 조대필(祖大弼)은 후금군의 정탐기병을 좇아 홍타이지 근처까지 갔고, 홍타이지가 갑옷을 두르고 응전하자, 아지거가 달려왔다. 명군의 보병과 기병이 뛰쳐나왔고, 아지거는 명군을 퇴각시켰으며, 비장 1명을 죽였다. 홍타이지는 거느리고 있던 사병을 아지거에게 주었고, 명 감군도(監軍道) 장춘(張春)이 구원하러 다다르자, 다시 대릉하에서 싸워 명군 절반을 죽였고 북쪽 40리까지 추격하였다.
천총 6년(1632) 아지거는 차하르부 원정에 나섰고, 릭단 칸(林丹汗)은 도주하였다. 홍타이지는 군대를 옮겨 명을 정벌하였고, 아지거에게 좌익(左翼)과 몽골군을 이끌고 대동(大同)과 선부(宣府)를 공격하게 하였다. 아지거는 장가구(張家口)의 재물을 획득하였다. 천총 7년(1633) 통원보(通遠堡)를 공격, 공유덕(孔有德)의 투항을 맞이하고 명궁과 조선군을 막았다. 홍타이지는 조서를 내려 명, 조선, 차하르 세 곳 중 어디를 우선 공격할 것인지를 묻자, 아지거는 명을 꼽았다. 아바타이놔 함께 산해관을 공격하였고 홍타이지는 깊이 들어가지 말 것을 지시하였지만 아지거는 '신은 말을 쉬고 군량을 기다리려 하지만 여러 버일러들이 따르지 않습니다(臣欲息馬候糧, 諸貝勒不從)'라고 하였다. 홍타이지는 '너는 과감하고 굳세어 돌아오지 않는데 여러 버일러들은 너를 버리고 간단 말인가?(汝果堅不還, 諸貝勒將棄汝行乎)'라고 하였다. 천총 8년(1634) 명 원정에 나서 보전(保全)과 영구(靈丘)를 함락하였다.

### 숭덕(崇德) 연간
숭덕(崇德) 원년(1636), 아지거는 무영군왕(武英郡王)으로 승격되어 봉해졌다. 그는 요여버일러(饒餘貝勒) 아바타이와 양구리와 함께 명 원정에 나서, 조악보(雕鶚堡)에서 장안령(長安嶺)으로 들어가 연경(延慶)으로 돌진하였다. 보정(保定)을 넘어 안주(安州)에 이르러 창평(昌平), 정흥(定興), 안숙(安肅), 보저(寶坻), 동안(東安), 웅(雄), 순의(順義), 용성(容城), 문안(文安) 등의 현(縣)을 공격하여 점령하였다. 56차례 전투를 모두 이겼고, 붙잡은 포로와 사람 및 가축은 10만여 명이었다. 또한 구사어전(固山額眞) 탄타이(譚泰, Tantai) 등을 보내어 매복하게 하였고, 준화(遵化) 세 둔영의 수장들을 참살하였으며 말 140여 필을 노획하였다. 성지가 내려져서 안마(鞍馬, 안장과 말) 1부를 하사받았다. 철군 시에 홍타이지가 지재문(地載門) 밖 10리까지 나와 아지거 군대를 맞이하고 위로하였는데, 아지거가 수척해진 모습을 본 홍타이지는 눈물을 흘리고 친히 감잔에 술을 따라주며 위로하였다. 병자호란 당시 홍타이지가 조선을 공격하였을 때에 아지거에게는 우장(牛莊)을 지키게 하였다. 숭덕 2년(1637), 쇼토가 피도(皮島)를 공격하였으나 함락시키지 못하였고, 아지거는 부대를 이끌고 수륙 양공을 펼쳐 함락하였다. 홍타이지는 사신을 보내어 아지거를 포상하고 위로했다.
숭덕 4년(1639), 아지거는 명 원정을 떠났다. 아지거는 홍이포(紅夷炮) 혹은 홍의포(紅衣炮)로 대(臺, 포 등을 놓고 쏘는 성탑과 같은 군사 시설)를 공격한다고 기세양양하게 말하자, 수비자들이 두려워하였고, 이에 사리둔(四里屯), 장강둔(張剛屯), 보림사(寶林寺), 왕민둔(旺民屯), 어가둔(於家屯), 성화욕(成化峪), 도이창(道爾彰) 등의 대가 모두 함락되었다. 다시 앚거는 회군하여 탑산(塔山)과 연산(連山)을 방어하였고, 포로와 사람 및 말이 천여 명에 이르렀다. 이후 아지거는 아바타이와 함께 금주와 영원을 공격하였다. 숭덕 6년(1641), 지르갈랑과 함께 금주를 포위 공격하였다. 수부몽골타이지(守郛蒙古台吉) 우바시(吳巴什) 등은 상의하여 성을 들고 투항하기로 하였으나, 조대수는 이를 알아차리고 몽골군을 공격하였고, 아지거는 밤에 성에 올라 싸움을 도와 명군이 대패하였으며, 항복한 몽골인을 의주(義州)로 이동하였다. 아지거는 자주 명군을 공격하여 승리하였고 청 조정은 은 4천량을 하사하였다.
홍승주(洪承疇)가 대동총병(大同總兵) 왕박(王樸)과 오삼계(吳三桂) 등을 이끌고 금주 구원에 나섰으니, 13만 대군이었다고 한다. 홍타이지가 직접 대군을 탐시하고는 송산(松山)에 주둔하였다. 명군이 탑산으로 가서 투항하니 아지거는 추격하였고, 필가산(筆架山)에 있던 군량을 노획하였고, 또한 도르곤과 함께 네 대를 공격하여 명 장수 왕희현(王希賢) 등을 포획하였다. 왕박과 오삼계 등은 간신히 몸만 빠져나왔다. 명군은 금주, 송산, 행산(杏山), 고교(高橋) 등을 지키고 있자 홍타이지는 성경(盛京)으로 회군하고는 아지거에게 두두(杜度, Dudu)와 도도(多鐸, Dodo) 등과 함께 포위공격할 것을 지시했다. 홍승주는 밤에 송산을 빠져나와 청에 투항하였고, 아지거 등은 군대를 이끌고 명군을 둘러싸서 화살을 퍼부었으니, 명군은 패퇴하여 성으로 돌아갔으나 성문이 굳게 잠겨 들어가지 못하였고, 명군 가운데 2천명은 투항하였다. 숭덕 7년(1642), 행산을 포위공격하였고 군대를 파견하여 영원을 공격하였다. 오삼계는 4천명으로 탑산과 고교에 주둔하였고 싸우지 않고 후퇴하였으며, 병사를 풀어 사방에서 공격하니 또한 패배시켰다. 숭덕 8년(1643), 지르갈랑과 함께 영원을 공격하였고 청군은 성 북쪽에서 운제(雲梯)를 놓고 발포하였으며, 성벽이 무너져 함락되었다. 전둔위(前屯衛)에 이르러 성 서쪽을 공격하였고 4천 여명을 죽이거나 붙잡았으며, 명 총병 황색(黃色)은 성을 버리고 도주하였으며, 다시 함락시켰다.

### 순치(順治) 연간
순치(順治) 원년(1644), 청군이 입관(入關, 산해관 돌파)하여 이자성(李自成)을 무찔렀고, 아지거는 영친왕(英親王)으로 진봉되었으며, 안마 2부를 하사받았다. 아지거는 정원대장군(靖遠大將軍)이 되어 변방 바깥에서 섬서(陝西)로 들어가 이자성의 귀로를 차단하였고, 여덟 번 싸워 모두 이겼으며, 성 네 곳을 함락하였고 38개 성을 항복시켰다. 당시 이자송은 도도에게 패배한 상태였기에 서안(西安)을 버리고 상주(商州)로 도주하였다. 순치제(順治帝)는 조서를 내려 도도에게 회(淮)와 양(揚)으로 진군하게 하였으나, 아지거에게는 이자성을 토벌할 것을 명령하였다. 이자성은 남쪽으로 도주하였고 여전히 2만 명을 거느리고 있었기에 남경(南京)을 공취하였다. 아지거는 군대를 이끌고 추격하였고 등주(鄧州)에 이르렀으며, 다시 남쪽읋 승천(承天), 덕안(德安), 무창(武昌), 부지구(富池口), 상가구(桑家口), 구강(九江)에 이르렀으며 누차 적을 공격하여 패배시켰다. 이자성은 도주하다 사망하였으며, 아지거는 대순(大順) 군대의 효장(驍將) 유종민(劉宗敏)을 참하고 군사(軍師) 송헌책(宋獻策)을 생포하였다.
명 장수 좌량옥(左良玉)의 아들 좌몽경(左夢庚)은 당시 구강에 주둔하였는데, 청군이 쇄도해 오자 총독(總督) 원계함(袁繼咸) 등을 붙잡고는 마병과 보병 10만 명과 배 수 만 척을 이끌고 청군 진영 문에 이르러 투항하였다. 이 전투는 13번의 전투가 있었으며 여러 군현을 함락하였다. 하남성(河南省) 12군데, 호광성(湖廣省) 39군데, 강서(江西)와 강남(江南) 모두 6군데였다. 첩보가 보고되자, 순치제는 사신을 군중에 보내어 위로하고, 조서를 내려 '왕과 행군 장사들이 말을 달리고 넘어갔으며 건넜던 것이 가파른 절벽과 높은 고개 아니면 깊은 강이나 큰 하천이었으며, 만여 리나 되는 행정이었던 바 애썼고 공은 높다. 도적은 평정되었으니 회군해야 한다. 항복시킨 병사들을 남기거나 해산하거나 하는 것은 왕과 대신들이 논의하여 행하라.(王及行間將士馳驅跋涉, 懸崖峻嶺, 深江大河, 萬有餘里, 勞苦功高. 寇氛旣靖, 宜卽班師. 其招撫餘兵, 或留或散, 王與諸大臣商榷行之.)'고 지시하였다. 조서가 이르지 않았는데 아지거는 벌써 북경으로 회군하고 있었다. 예친왕(睿親王) 도르곤은 아지거가 조서를 기다리지 않고 회군하였다고 질책하였고, 이자성이 죽기 전에 먼저 죽었다고 주문(奏聞)하였다는 이유로 사람을 보내어 아지거의 죄행을 고발하였다. 또한 자금성(紫禁城) 오문(午門)에 개좌(蓋坐, 뚜껑 있는 자리)를 펼치고 아지거를 불러 질책하였다. 아지거에 대한 처벌 안건에 대하여 조정에서 논의하고 답변하길, 출정 시에 아지거가 선부순무(宣府巡撫) 이감석(李鑒釋)을 협박하여 적성도(赤城道) 주수려(朱壽錅)를 체포하고 심문하게 하였고, 오르도스(鄂爾多斯)와 투메트(土默特) 부락을 마음대로 취하였다는 이유로 군왕(郡王)으로 강등시키기로 결정하였다. 그러나 이후 아지거는 다시 원래 작위로 복귀하였다. 순치 5년(1648), 아지거는 천진(天津)과 조현(曹縣) 토구(土寇)를 초토하였다. 같은해 11월, 아제거는 군대를 이끌고 대동(大同)에 주둔하였는데, 강양(姜瓖)이 반란을 일으키자 아지거는 병사를 이끌고 토벌히였다. 이윽고 평서대장군(平西大將軍)에 임명되어 구사어전 바얀(巴顏) 등을 이끌고 강양을 토벌하였다. 순치 6년(1649), 강양은 유천(劉遷)을 데리고 대주(代州)를 침공하자, 아지거는 볼로(博洛)를 파견하여 구원하였고, 결국 포위가 풀리게 되었다.
도르곤이 대동에 와서 청군을 살펴보있는데, 당시 앚거는 두 복진(福晉, 부인)이 병사한 상태였다. 도르곤이 아지거에게 집으로 가서 상례를 주지할 것을 명하자 아지거는 '섭정왕(즉 도르곤)이 친히 대정을 살피시고 쉴츰도 없이 나랏일을 하시는데 제가 감히 아내들의 죽음으로 국사를 폐하겠습니까?(攝政王躬攝大政, 爲國不遑, 吾敢以妻死廢國事)라고 응대하였다. 아지거는 군공이 많은 것을 가지고 직접 도르곤에게 말하길, '보정덕예친왕(輔政德豫親王)(도도)은 유랑 도적을 정벌하면서 경도(慶都)에 왔고 몸을 벽지에 숨겼으며 동관(潼關)과 서안(西安)을 격파하면서도 그 도적떼들은 섬멸하지 못하였으며, 텡기스(騰機思)를 추격하면서 취하지 못하였기에 공적이 드러나지 못하였으니 그 아들에게 혜택을 주어서는 안됩니다. 정친왕(鄭親王)(지르갈랑)은 숙부(슈르하치)의 아들이니 '숙왕(叔王)'이라 칭하면 안됩니다. 저는 태조(太祖, 누르하치)의 아들이고 황제(순치제)의 숙부이니 응당 '숙왕'이라 칭해야 합니다(輔政德豫親王征流寇至慶都, 潛身僻地, 破潼關•西安不殲其衆, 追騰機思不取, 功績未著, 不當優異其子. 鄭親王乃叔父之子, 不當稱叔王.予乃太祖之子, 皇帝之叔, 宜稱叔王.)'라고 하였다. 도르곤이 망령된 발언이라고 질책하고, 아지거의 육부(六部) 사무 관여와 한관(漢官) 접견을 금지했다. 이윽고 아지거는 다시 궁가다이(鞏阿岱)와 함께 대동을 공격했다. 이때 마침 항복 장수 양진위(楊振威)가 강양을 참하고 투항하였고, 성의 비예(睥睨, 성가퀴) 5척을 허물고서야 퇴각하였다. 순치 8년(1651) 정월, 도르곤이 칼라성(喀喇城)에서 사망하자 아지거도 상례를 치르러 떠났다. 여러 왕들이 밤에 칼라성에 이르렀으나 아지거만 오지 않았는데, 아지거는 아들 군왕(郡王) 로오친(勞親)을 불러, 병사를 데리고 남은 도르곤 휘하 부대를 협박하여 자신에게 붙도록 하였다. 상여가 북경에 이르자 순치제는 나와서 맞이하였으나, 아지거는 옆에 찬 칼을 풀지 않았다. 로오친의 부대가 이르자 아지거는 깃발을 펼치고 합류하였다. 도르곤 부하들이 아지거가 빈란을 일으킨다고 간하였고, 정친왕 지르갈랑 등은 길에 사람을 보내어 아지거를 저지하였다. 아지거가 북경에 돌아오자, 조정에서는 죄를 논의하여 아지거의 작위를 삭탈하고 아지거를 유폐시켰다. 다음달, 논의에 답하여 별실에 아미거를 가두고 가산을 몰수하며 아들들은 모두 서인으로 강등시키도록 하였다. 같은해 10월 16일, 아지거가 방화하려 한다고 간수가 보고하자, 순치제는 옥중에 있던 아지거에게 사사(賜死)하였다. 아지거의 차남 풀러허(傅勒赫) 일파는 양홍기(鑲紅旗) 승택친왕(承澤親王) 쇼서(碩塞, Šose)의 왕부(王府)에 보내어져 노비가 되었고, 나머지 아들 후대들은 정람기(正藍旗) 단중친왕(端重親王) 볼로(博洛) 왕부의 노비가 되었다. 순치 18년(1661), 풀러허 일파는 무죄로 판명되어 종실을 회복하고 양홍기에 남았으며 아들 촉토(綽克都 혹은 絶克堵, Cokto)가 작위를 세습하였다. 강희(康熙) 52년(1713) 다시 아지거 삼남 보르순(伯爾遜), 팔남 퉁서(佟塞), 십남 오보이(鄂拜), 십일남 반진타이(班進泰) 일파에게 각각 홍대자기오로씨(紅帶子覺羅氏, 청 황실의 방계 성씨) 지위를 하사하였고, 일부는 양홍기에 편입되었으며, 보국공(輔國公) 족두 왕부의 보오이(包衣) 호위(護衛) 서헝거(塞亨額 혹은 色恒額, 순기야씨孫佳氏，상서尙書 톤도(托恩多)의 부친), 서헝거의 아들 고르지(郭爾吉 혹은 國勒吉, 果爾吉)가 관리하게 하였다. 『흠정팔기통지(欽定八旗通志)』를 참조. 또한 당안 기록에 의하면, 건륭(乾隆) 연간 아지거의 후예 서안부도통(西安副都統) 종실명선(宗室明善)과 광록시소경(光祿寺少卿) 종실성속(宗室誠速) 모두 양홍기 보오이 고르지 좌령(佐領)의 하인이었다고 한다. 건륭 43년(1778), 사면에 따라 비로소 아지거 후손들은 아이신기오로종보(愛新覺羅宗譜)에 다시 편입될 수 있었다.

## 가족

### 아내
현재 아지거의 처첩 4명만이 출신이 명확히 밝혀졌다.
| 婚姻名分   | 姓名                                                 | 简介 |
| ---------- | ---------------------------------------------------- | --- |
| 적처(嫡妻) | 시린기오로씨(西林覺羅氏                              | 후신(祜新)의 딸 |
| 계처(繼妻) | 코르친보르지기트씨(科爾沁博爾濟吉特氏), 복토(博克托) | 코르친부(科爾沁部) 빙투군왕(炳圖郡王) 홍고르(洪果爾) 딸, 수강태비(壽康太妃) 자매. 숭덕 원년(1636) 11월，홍타이지가 여러 종실 처자들을 푸진(福晉)으로 봉함. 복토는 도로이적복진(多羅嫡福晉)에 봉해짐. |
| 첩(妾)     | 이씨(李氏)                                           | 이사흥(李士興)의 딸 |
| 첩(妾)     | 유씨(愉氏)                                           | 유춘인(愉春仁)의 딸 |
| 미상       | 성명미상                                             | 『세조장황제실록(世祖章皇帝實錄)』에는 호오거(豪格, Hooge) 사망 후 도르곤이 호오거의 한 비(妃)를 사사로이 영친왕 아지거에게 주었다고 기록되어 있는데, 이 여성의 뒷이야기는 적혀있지 않음.            |

### 아들
아지거는 아들이 12명이며, 작위가 있는 아들은 허두(和度), 풀러허(傅勒赫), 로오친(勞親) 3명이다. 허두는 버이서(貝子)에 봉해졌으나 먼저 사망하였다. 로오친과 아지거는 함께 사사되었다.
장남 허두(和度)
구사버이서(固山貝子). 천명 4년 기미년 11월 19일 해시(亥時) 출생. 모친은 적처 시린기오로씨, 주신(褚新)의 딸. 순치 3년 병술년 10월 초7일 해시 사망, 향년 28세. 적부인은 자루트씨(扎魯特氏), 창치부(常起布)의 딸, 자녀 없음.
차남 풀러허(傅勒赫)
추봉봉은진국공(追封奉恩鎭國公). 천총 2년 무진년 12월 16일 술시(戌時) 출생. 모친은 계처 코르친보르지기트씨, 빙투군왕 콩고로(孔果洛)의 딸. 처음 진국공에 봉해짐. 작위가 삭탈되고 종적(宗籍)에서 삭제됨. 순치 17년 경자년 4월 초3일 신시(申時) 사망. 향년 33세. 순치 18년, 무죄가 선고되어 종적 회복. 강희 원년, 진국공에 추봉됨.
적처 코르친보르지기트씨는 호쇼이조릭투친왕(和碩卓立克圖親王) 욱샨(吳克善)의 딸, 계처 보르지기트씨는 비한상가르자이타이지(弼漢桑噶爾塞台吉)의 딸.
- 아들 3명 : 장남 룩두(魯克度), 차남 봉은보국공(奉恩輔國公) 구쯔(構孳), 삼남 이혁보국공(已革輔國公) 촉토(綽克託, 綽克都, 絶克堵, 綽克度 등). 촉토의 손녀는 연갱요(年羹堯)의 계처. 증손 돈성(敦誠)괴 돈민(敦敏)은 조설근(曹雪芹)의 친우.

삼남 로오친(勞親)
이혁도로이군왕(已革多罗郡王). 생년미상(천총2년~5년). 모친의 성씨와 부친은 미상. 순치 8년 10월 16일 옥중에서 사사됨. 후사는 미상.
사남 보르순(伯爾遜)
천총 5년 신미년 정월 초3일 유시(酉時) 출생. 모친의 성씨와 부친은 미상. 강희 14년 을묘년 9월 28일 묘시(卯時) 사망. 향년 45세. 적처 니오후루씨(鈕祜祿氏)는 이등시위(二等侍衛) 치타이(齊泰) 딸. 첩 전씨(田氏)는 전이(田二)의 딸. 첩 이씨(李氏)는 이달(李達)의 딸. 첩 김씨(金氏)는 김유자(金惟孜)의 딸. 첩 완씨(王氏)는 왕달(王達)의 딸.
- 아들 10명 : 장남 魁格, 차남 關圖, 삼남 阿爾博, 사남 阿爾晉, 오남 羅克多歡, 육남 阿爾丹, 칠남 圖吉, 팔남 特淸額, 구남 索德, 십남 圖蘭泰.

오남 먼주(門柱)
천총 7년 계유년 5월 28일 술시(戌时) 출생. 모친의 성씨와 부친은 미상. 천총 9년 을해년 8월 13일 묘시 사망. 향년 3세.
육남 러친(樓親)
이혁호쇼이친왕(已革和碩親王). 천총 8년 갑술년 9월 19일 해시 출생. 모친은 계처 코르친보르지기트씨, 빙투 군왕 콩고르의 딸. 순치 18년 신축년 10월 초4일 황제로부터 사사되었음. 향년 28세. 자녀 없음.
칠남 머르순(墨爾遜)
천총 9년 을해년 6월 22일 자시(子時) 출생. 계처 코르친보르지기트씨, 빙투 군왕 콩고르의 딸. 사망 연도 미상. 적처 구왈기야씨(瓜爾佳氏), 도통(都統) 和岳圖의 딸. 자녀 없음.
팔남 솔코(索爾科)
숭덕 5년 경진년 정월 25일 자시 출생. 모친 이씨, 이사흥의 딸. 숭덕 7년 임오년 5월 16일 묘시 사망. 향년 3세.
구남 퉁서(佟塞)
숭덕 6년 신사년 3월 20일 유시 출생.모친의 성씨와 부친은 미상. 강희 40년 신사년 10월 초9일 축시 사망. 향년 61세. 적처 오조씨(鄂卓氏), 鄂海의 딸. 첩 왕씨(王氏), 왕달(王達)의 딸. 첩 장씨(張氏), 장상(張祥)의 딸.
- 아들 3명 : 장남 雲秀, 차남 雲莊, 삼남 常明珠.

십남 후리(瑚禮)
숭덕 6년 신사년 7월 초7일 오시 출생. 모친의 성씨와 부친은 미상. 사망 연도 미상. 자녀 없음.
십일남 오보이(鄂拜)
숭덕 8년 계미년 2월 초1일 오시 출생. 모친의 성씨와 부친은 미상. 강희 28년 기사년 8월 초1일 사시 사망. 향년 47세. 적처 골로로씨(郭絡羅氏), 산기랑(散騎郞) 阿海의 딸. 잉첩(媵妾) 이씨(李氏), 이삼(李三)의 딸. 잉첩 장씨(張氏), 장자복(張自福)의 딸. 첩 교씨(喬氏), 교대(喬大)의 딸.
- 아들 11명 : 장남 雲岱, 차남 順岱, 삼남 科拜, 사남 勇藹, 오남 紹泰, 육남 韜海, 칠남 佛泰, 팔남 韜泰, 구남 舒爾洪額, 십남 隆岱, 십일남 觀順. 鄂拜의 후예로 광록시소경(光禄寺少卿) 종실성속(宗室誠速)과 서안부도통(西安副都統) 종실명선(宗室明善)은 건륭 49년 전사하였고, 세습기도위(世襲騎都尉)를 내리고 소충사(昭忠祠)에 입사(入祀)되었음. 명선의 손자로는 수원성장군(綏遠城將軍) 성개(成凱), 강녕장군(江寧將軍) 상후(祥厚)가 있음.

십이남 반진타이(班進泰)
순치 원년 갑신년 4월 22일 묘시 출생. 모친의 성씨와 부친은 미상. 강희 45년 병술년 7월 15일 유시 사망. 향년 63세. 적처 나라씨(納喇氏_, 시위반령(侍衛班領) 舒淑의 딸. 잉첩 조씨(曹氏), 조달(曹達)의 딸.
- 아들 3명 : 장남 穆楚, 차남 額爾庚額, 삼남 額爾定額.

### 딸
- 장녀, 군주(郡主)에 봉해짐. 천총 9년 어빌룬(遏必隆, Ebilun)과 결혼, 숭덕 8년 병사함.

- 딸, 나라 밍주(納蘭明珠)의 처, 아들 3명을 낳았는데, 장남은 청대 유명 시인 나라 싱더(納蘭性德). 4세손 후바(瑚玐)는 이사관(理事官)에 임명. 후바의 아들 돈민(敦敏)과 돈성(敦誠)은 조설근(曹雪芹)의 친구.

## 개인
일본인의 표류 기록인 『달단표류기(韃靼漂流記)』에는 아지거에 대하여 다음과 같이 기록되어 있다. '팔왕자(八王子)는 성격이 포악한 사람으로 일이 생기면 생각을 하지 않기에 정무를 보지 않는다. 그는 나이가 50대이고 얼굴에는 마마자국이 있으며 기골이 장대하고 눈빛은 사람들이 보고 두려워할 만하다. 사람이 용맹항고 성을 공격하거나 전투를 한 것 가운데 진 적이 없다. 명(明)과 교전하였을 때에도 군공을 자주 세웠다. 한 번은 공성할 때에 성내에서 투항을 요청했으며 황제도 이에 응답하였지만, 바투르왕자(巴圖魯王子, 용감한 왕자라는 뜻, 아지거)는 동의하지 않았다.'

## 같이 보기
- 입팔분공